# Угљеша Узелац
Угљеша Узелац (Ивањска, код Босанске Крупе, 1938 – Љубљана, 6. септембар 1997) био је економиста, босанскохерцеговачки политичар и градоначелник Сарајева.

## Биографија
Рођен 1938. у селу Ивањска код Бање Луке. Школовао се у Сарајеву, где је и дипломирао на Економском факултету. У Привредној банци Сарајево обављао одговорне дужности, а био је и директор банке. Налазио се на челу УПИ-ја.
Обављао је и читав низ одговорних друштвено-политичких и спортских функција. Био је председник Скупштине Кошаркашког клуба „Босна“, председник Кошаркашког савеза СФРЈ те члан Организационог комитета Зимских олимпијских игара 1984. у Сарајеву. Био је градоначелник Сарајева од 1983. до 1985, у време одржавања Зимских олимпијских игара.
Смрт га је затекла 1997. године, док је вршио функцију амбасадора Босне и Херцеговине у Словенији.